# Pat Van Den Hauwe
Patrick William Roger „Pat“ Van Den Hauwe (* 16. Dezember 1960 in Dendermonde) ist ein ehemaliger walisischer Fußballspieler.

## Spielerkarriere

### Birmingham City
Pat Van den Hauwe gab am 7. Oktober 1978 sein Profidebüt für den englischen Erstligisten Birmingham City. Im weiteren Verlauf der Football League First Division 1978/79 absolvierte er noch sieben Spiele, ehe City als Vorletzter aus der ersten Liga abstieg. Der in den folgenden beiden Jahren nur selten eingesetzte Van Den Hauwe etablierte sich erst in der Saison 1981/82 als Stammspieler in seiner zwischenzeitlich in die First Division zurückgekehrten Mannschaft. Birmingham verfehlte in der First Division 1983/84 erneut den Klassenerhalt und Pat Van Den Hauwe wechselte zu Beginn der Saison 84/85 zum FC Everton.

### FC Everton
Der Wechsel zu dem Liverpooler Club Everton FC erfolgte im September 1984 für eine Ablöse von £100,000. In seiner ersten Saison dort gewann er gemeinsam mit seinen Mitspielern Neville Southall, Trevor Steven und Gary Stevens die Meisterschaft in der Saison 1984/85 und den Europapokal der Pokalsieger. Zudem erreichte das Team das Finale des FA Cup 1984/85, verlor dieses jedoch mit 0:1 gegen Manchester United. Aufgrund der durch englische Fans ausgelösten Heysel-Katastrophe wurden alle englischen Vereine ab der Saison 85/86 vom Europapokal ausgeschlossen. Van Den Hauwe verpasste daher die Teilnahme am Europapokal der Landesmeister. Dafür gewann sein Verein nach der Vizemeisterschaft 85/86 hinter dem FC Liverpool und einer erneuten Finalniederlage im FA Cup 1985/86, in der Football League First Division 1986/87 wieder den Meistertitel. Im FA Cup 1988/89 zog der FC Everton abermals ins Finale ein, Van Den Hauwe musste jedoch bereits seine dritte Finalniederlage in diesem Wettbewerb hinnehmen.

### Tottenham Hotspur
1989 wechselte er nach fünf erfolgreichen Jahren in Liverpool für £575,000 zu den Tottenham Hotspur und erreichte mit seiner neuen Mannschaft den dritten Platz in der First Division 1989/90. Die folgende Saison verlief in der Liga mit dem zehnten Platz enttäuschend, dafür gewann Pat Van Den Hauwe bei seiner vierten Finalteilnahme erstmals den FA Cup 1990/91.

### FC Millwall
1993 erfolgte der Wechsel zum englischen Zweitligisten FC Millwall, mit dem er in der Saison 93/94 erst durch eine Play-off-Niederlage gegen Derby County den Aufstieg in die Premier League verpasste. Nach einer weiteren Saison in der zweiten Liga beendete er seine Profikarriere in England und spielte in der Folgezeit in Südafrika.

### Walisische Nationalmannschaft
Der als Sohn einer walisischen Mutter und eines belgischen Vaters in Belgien geborene Van Den Hauwe bestritt zwischen 1985 und 1989 13 Länderspiele für die walisische Fußballnationalmannschaft.

## Titel und Erfolge
- Englischer Meister: 1985 und 1987
- FA-Cup-Sieger: 1991
- FA-Cup-Finalist: 1985, 1986 und 1989
- Europapokal-der-Pokalsieger-Gewinner: 1985